# Sawaguchi Miki
Sawaguchi Miki  (沢口みき Sawaguchi Miki) (sinh 1 tháng 9 năm 1975 tại Yokohama, Nhật Bản) là một diễn viên phim khiêu dâm nổi tiếng của Nhật Bản. Cô xuất hiện trong các chương trình quen thuộc trên truyền hình, đài phát thanh và đã làm 2 đĩa CD âm nhạc.

## Cuộc đời và sự nghiệp
Trước khi bước vào công nghiệp giải trí cho người lớn, Sawaguchi làm việc trong quán cà phê và cửa hàng quần áo, sau đó làm trong trung tâm giám hộ tư nhân. Cô có tiếng là được nhiều người yêu và chụp ảnh. Cô bước vào nghề đóng phim người lớn năm 1996.

## Các phim đã đóng
| Video title                                                                                                  | Công ty                     | Giám đốc         | Ngày phát hành            | Ghi chú |
| --- | --------------------------- | ---------------- | ------------------------- | --- |
| I Have Found Breasts Larger Than My Face 顔よりデカイの見っけ                                                | Crystal-Eizou Messiah MI-63 | Shin Kawakatsu   | ngày 18 tháng 1 năm 1996  | Debut |
| Dynamite Breast Girl - 101 cm J-Cup 爆乳娘 １０１ｃｍ Ｊcỡ áo ngực                                           | Crystal-Eizou Messiah MI-68 | Kyosuke Murayama | ngày 22 tháng 2 năm 1996  | |
| Dynamite Breast Girl - Uru Tora no Chichi 爆乳娘 うるとらのチチ                                              | Crystal-Eizou Messiah MI-72 | Shin Kawakatsu   | ngày 21 tháng 3 năm 1996  | |
| Dynamite Breast Girl - Youthful Tits 爆乳娘 乳んプリプリ                                                     | Crystal-Eizou Messiah MI-79 | Maruyama Taison  | ngày 16 tháng 5 năm 1996  | |
| Dynamite Breast Girl - Legendary Tits 爆乳娘 伝家の宝乳                                                      | Crystal-Eizou Messiah MI-87 | Kyosuke Murayama | ngày 11 tháng 7 năm 1996  | |
| Dynamite Breast Girl - Attacking Tits 爆乳娘 乱乳突撃                                                        | Crystal-Eizou Messiah MA-01 | Shin Kawakatsu   | ngày 3 tháng 10 năm 1996  | |
| Come Back to Ultra Breasts プレイバック 乳帰る                                                               | CII Queen QE-28             | Yuji Sakamoto    | ngày 25 tháng 10 năm 1997 | |
| Tits Adventure 爆乳アバンチュール                                                                            | CII Queen QE-31             | Kyosuke Murayama | ngày 22 tháng 11 năm 1997 | |
| Big Tits Bomber 巨乳BOMBER                                                                                   | Media Station Bazooka BF-94 |                  | ngày 7 tháng 12 năm 1997  | With Tomo Imaizumi & others |
| New Female Teacher Special: Dangerous Sailor Story After School あぶない放課後 新・女教師スペシャル 沢口みき | V&R Planning Vogue VO-172   | TOHJIRO          | ngày 24 tháng 12 năm 1997 | |
| Stockholder's Meeting Female Extortionist Rape 女総会屋レイプ 凌辱、異議なし                                 | Attackers Shark SHK-051     |                  | ngày 1 tháng 6 năm 1998   | |
| Lesbian Tits ＯＬ百合族 爆乳レズビアン                                                                       | CineMagic Gang VO-172       | Takuto Watanabe  | ngày 25 tháng 9 năm 1998  | With Yumi Kazama |
| Come Back to Ultra Breasts 2 大爆乳の復活 II 沢口みき                                                        | Hot Entertainment ST-02     | Shungo Kaji      | ngày 30 tháng 4 năm 1999  | |
| AV World Masters ＡＶ界の巨匠 豊田薫の世界                                                                   | SOD SDDL-012                |                  | ngày 1 tháng 9 năm 2001   | Compilation video containing Complete Exposure Fetish 2 (恥骨フェチ ２) with Sawaguchi and The Deep Coupling (cỡ áo ngựcリング ザ・ディープ) with Tomoyo Shinomiya |
| Remembrance of Lewd Tits 猥乳の追憶                                                                          | SUNSET COLOR KK-009         | Haruki Yukimura  | ngày 23 tháng 7 năm 2004  | |
| The Busty Female Teacher 巨乳女教師                                                                          | Athena Eizou AS-855         |                  | ngày 1 tháng 9 năm 2004   | |
| Super Bust Female Doctor 爆乳女医 沢口みき                                                                   | Madonna JUKD-114            |                  | ngày 15 tháng 11 năm 2004 | |
| Obligation Sister 義理姉妹                                                                                   | Madonna JUKD-126            |                  | ngày 15 tháng 12 năm 2004 | Co-starring Natsuko Kayama |
| Tragic Love Wife 悲恋妻～火遊びの代償～ 沢口みき                                                             | Madonna JUKD-139            |                  | ngày 15 tháng 1 năm 2005  | |
| Big Tits Promiscuous Sex 爆乳ぷかぷか温泉 ズブ濡れハッスル大乱交！                                           | Madonna JUKD-199            |                  | ngày 25 tháng 5 năm 2005  | With Aki Tomosaki and Nobue Tamura |

- The Prez & His Secretary (Oshioki 3)
- ORDER 2(Museum)
- 30 DVDs, 24 VHS tapes listed at Japanese Amazon.

## Các chương trình truyền hình
Regular cast
- YOUNG (TV Tokyo)
- Gilgamesh Night

Special appearances
- Donmai! Sports & Wide Show (Japan TV)
- Down Town DX
- Hare Hore Burlesque (TBS)
- Oh, Divine Vocation! (Tokai TV)
- Racing Bonchies
- Takeshi's Everyone Is Picasso
- TV Jan! The News Even Monkeys Can Understand by Shinsuke
- Windy Down Town (TV Asahi)

## Radio
- 130R Monthly (Bunka Broadcasting)

## Tạp chí mà Miki Sawaguchi có hình trên trang bìa
- B (Boobs) -101 (Regal Publishing)
- Bejean
- Dr. DPicasso
- DE LA PIN
- Video Boy (GOT Corp.)
- Girl Friends (Wakao Publishing)
- Top Ten & Grace
- Madonna House
- Top Ten
- Weekly True Story
- Shocking Readers' Column (Imagine)
- D-Cup Japan
- AV Idaten Information (Taiyō Library)
- Gokuh (Bauhaus)
- Weekly Playboy (Shueisha)
- Urecco (Million Publishing)
- Hot Dog Press (Kodan Publishing)
- Friday
- The Best Original (Hello K Entertainment)
- wooooo! (Magazine Magazine)
- Amateur Photos (Sun Publishing)
- The Hit (Miwa Publishing)
- Flash (Kobun Publishing)
- Exciting Scholar (Scholar Publishing)
- Weekly Taishu (Futaba Publishing)
- Gals DEE (Dia Press)[5]
- Oriental Cinema Lưu trữ ngày 16 tháng 12 năm 2008 tại Wayback Machine
- 4 books listed at Japanese Amazon.